# Гардар
Гардар (др.-сканд. Garðar) — «столица» поселений викингов в Гренландии, а также место, где жил епископ Гренландии.
Основана в 1126 году, когда на остров из Норвегии прибыл первый епископ Арнальд. С этого времени местная епархия подчинялась епископам Нидароса (совр. Тронхейм). Согласно исландским источникам, последний епископ Гренландии Альфур умер в 1378 году, а последнее письменное свидетельство о Гардаре датируется 1492 годом.
При раскопках экспедицией датского археолога П. Нёрлунда в 1926 году здесь обнаружены остатки собора Св. Николая и богатое епископское захоронение XIII века.
В настоящее время на месте Гардара расположен посёлок Игалику, неподалёку находится более крупный поселок Нарсарсуак, в котором действует крупнейший в Южной Гренландии международный аэропорт.